# حركة خط الشهيد
حركة خط الشهيد هب تيار مُنشق عن جبهة البوليساريو، وهو يتهم الجبهة بمصادرة رأي الصحراويين وبالفساد واستغلال معاناة الصحراويين لصالح قياديي الجبهة. ويصف المحجوب السالك -أحد قياديي الحركة- أن "خط الشهيد" حركة إصلاحية داخل البوليساريو تهدف إلى تحقيق العدالة والديمقراطية، وفرض عملية التناوب داخل البوليساريو بعد احتكارٍ دام لأكثر من 35 عاماً.

## الدوافع
صرح محجوب السالك أن حركة «خط الشهيد» فرضت من خلال الرأي العام عقد المؤتمر في موعده القانوني «أي في أكتوبر المقبل، لكن القيادة الحالية للبوليساريو التي لا تريد إلا البقاء على رأس الحركة، قررت ومن دون سابق إنذار تأجيل المؤتمر سنة كاملة من دون مبررات».
ويشير القيادي المنشق عن «البوليساريو» إلى أن انعقاد المؤتمر كان «ضرورياً، وتفرضه الظروف الموضوعية والذاتية».
وأوضح أن القيادة الحالية «للبوليساريو» تراهن على تشتت خط معارضتها، وعلى حدوث انشقاق في صفوفها لتمرير بقائها لأربع سنوات أخرى.
وقد عقدت سلسلة من المشاورات والوساطات لتسفر عن لقاءات بين الطرفين في مانهاست. فبعد عقد المفاوضة الأولى والثانية، اختتمت المفوضات الثالثة يوم 10 يناير 2008. وصرح خط الشهيد أن حل الازمة يستدعي المفاوضات المباشرة مع الحكومة المغربية التي شاركت بوفد شمل كلاً من وزير الداخلية شكيب بن موسى ووزير الخارجية الطيب الفاسي الفهري ومدير الاستخبارات العسكرية ياسين المنصوري وخليهن ولد الرشيد رئيس الكوركاس مجلس شؤون الصحراويين بالمغرب.
هددت حركة «خط الشهيد» التي تمثل تياراً منشقاً عن قيادة جبهة البوليساريو الانفصالية بالدخول في مفاوضات مباشرة مع المغرب إذا لم تقبل قيادة الجبهة انعقاد المؤتمر الشعبي العام قبل يوم 12 أكتوبر 2010.
وجاء في بيان وزعته الحركة المعارضة للبوليساريو الخميس في نواكشوط: "قررت قيادة بوليساريو خط الشهيد إعطاء آخر مهلة لقيادة البوليساريو تنتهي مع الوقت القانوني للمؤتمر الشعبي العام يوم 12 أكتوبر 2010 لفتح الحوار وعقد مؤتمر طارئ تشرف عليه لجنة تحضيرية مستقلة بعيدا عن وصاية القيادة”.
وحمّلت الحركة المنشقة قيادة البوليساريو ورئيسها عبد العزيز المراكشي «كامل المسؤولية التاريخية»، وأعلنت استعدادها للدخول في مفاوضات مباشرة مع المغرب في المكان والزمان المناسبين وتحت إشراف الأمم المتحدة من أجل «حل سياسي منصف ومتوازن وعادل».
وفي سياق متصل أكد المحجوب السالك (الصورة) المتحدث باسم حركة «خط الشهيد» أن «القيادة الحالية لجبهة البوليساريو ليست لديها النية الصادقة لإيجاد حل لنزاع الصحراء لأنها تستفيد من الوضعية الحالية، وبالتالي فإن المفاوضات بينها وبين المغرب ستظل تدور في حلقة مفرغة».
وطالب المحجوب السالك، في تصريحات لقناة (العربية) الفضائية بثتها مساء الخميس، قيادة الجبهة الحالية إلى الاتجاه «لفتح المجال أمام الطاقات الشابة للعمل على الدخول في مفاوضات بإرادة حسنة ونية سليمة لإخراج أهالينا من جحيمهم ومعاناتهم على أرض الحمادة وتمكينهم من العودة إلى وطنهم ورؤوسهم مرفوعة وبكرامة في إطار حل كامل يشمل الكل».
كما دعا قيادة البوليساريو إلى «فتح باب الحوار وعقد مؤتمر حر ونزيه بعيداً عن المؤتمرات المسرحية للاحتكام إلى سكان المخيمات ليقرروا ماذا يريدون».
وانتقد المتحدث باسم «خط الشهيد» بشدة ممارسات القيادة الحالية للبوليساريو، واصفاً إياها بالقيادة «العاجزة والفاشلة والمرتشية»، مؤكداً أنها «لم تقدم لسكان المخيمات بعد 19 سنة من اللاحرب واللاسلم أي شيء». وأوضح أن «كل ما تقوم به قيادة البوليساريو هو المتاجرة بمعاناة نسائنا وأطفالنا وشيوخنا في جحيم المخيمات أمام أفق مظلم لا حل له ما عدا الانتظار والانتظار إلى ما لا نهاية».
واتهم قيادة الجبهة «بالمتاجرة بمعاناة السكان لأنها تريد البقاء في السلطة إلى ما لا نهاية بدون أي حركة أو عمل يمكّن سكان المخيمات من التقدم إلى الأمام ويخلصهم من معاناتهم جراء هذا النزاع الذي طال أمده أكثر من اللازم».
ومن جهته، دعا الناشط محمد ولد محمد مبارك العضو في حركة «خط الشهيد» القيادة الحالية للبوليساريو إلى «الاستقالة وفسح المجال أمام القيادات الشابة».
ووصف ولد مبارك، في تصريحات لنفس القناة، الوضع الإنساني في مخيمات تندوف «بالكارثي».

## الأهداف
خط الشهيد هو حزب معارض لجبهة البوليساريو هدفه إيجاد حل للقضية الصحراوية، ويدعو كل الصحراويين في تندوف والصحراء الغربية إلى قراءة نص الحكم الذاتي الذي اقترحه المغرب، وموافاة الحزب بتقرير سواء كانت هيئة أو جمعية أو حركة سياسية تشاطر الحزب في توجهاته، معتبراً أن تعطيل المفاوضات من طرف البوليساريو محاولة أخرى لحرمان الصحراويين من حقهم في الاختيار الذي يضمن لهم حقوقهم وكرامتهم كمواطنين لا كعبيد للفكر الأوحد والمتفرد وللاختيارات المزاجية، وتعبر الحركة عن رغبتها في حل وسط متوافق عليه بشأن الصحراء الغربية بواسطة أممية وفق الشرعية الدولية.
ويرى البعض أن الحركة تشكّل ما بدأت تتعرض له البوليساريو من انقسامات وتفككات، خاصة بعد مواقفها التي ترفض أي حل لا يؤدي إلى انفصال الصحراء الغربية عن المغرب، وتشكيل دولة مستقلة (الجمهورية العربية الصحراوية الديمقراطية)، وهو ما يرفضه المغرب تماماً.